# Debeli rtič
Debeli rtič este o arie protejată (arie de protecție specială avifaunistică — SPA) din Slovenia întinsă pe o suprafață de 92,72 ha, integral pe uscat.

## Localizare
Centrul sitului Debeli rtič este situat la coordonatele 45°35′36″N 13°43′03″E / 45.5932°N 13.7174°E.

## Înființare
Situl Debeli rtič a fost declarat arie de protecție specială avifaunistică în aprilie 2013 pentru a proteja 1 specie de animale.

## Biodiversitate
Situată în ecoregiunea continentală, aria protejată nu include niciun habitat protejat.
La baza desemnării sitului se află o specie protejată de  păsări: Phalacrocorax aristotelis desmarestii.